# 웹IE
웹IE(WebbIE)는 스크린 리더 사용자들을 위한 프리웨어 웹 브라우저이다. 2002년에 처음 출시된 이 프로그램은 웹 페이지를 삽입 기호(^)로 바꿔서 페이지를 표시해준다. 따라서 이 프로그램으로 사용자는 스크린 리더를 통하여 글씨를 읽을 수 있다.
웹IE는 마이크로소프트 액티브X 컨트롤을 이용해서 웹 페이지를 W3C DOM과 MSHTML DOM으로 바꿔준다. 그 후 텍스트 치환으로 웹 문서를 바꿔준다.